# Arbitrisme
L'arbitrisme és el nom genèric que es dona a un corrent de pensament polític i econòmic desenvolupat en la Monarquia Hispànica, fonamentalment en la Corona de Castella, durant la segona meitat del segle xvi i el segle xvii, relacionada intel·lectualment amb l'anomenada Escola de Salamanca. L'arbitrisme es pot considerar com la primera literatura econòmica digna de tal nom, simultània i en bona part precedent del mercantilisme d'altres nacions europees, com França i Anglaterra.

## Context històric i valoració
S'anomena «arbitri» en aquest context a qualsevol mesura que el rei pot adoptar en benefici del regne, en exercici de la seva sobirania i per la seva pròpia voluntat, com correspon al concepte de monarquia autoritària de l'època dels Habsburg. En plural, «arbitris» era un nom que es donava a certs imposts amb què s'arbitren fons per a despeses públiques; una figura fiscal que reporta beneficis a curt termini i no requereix negociar amb els contribuents.
Un arbitrista és qui dirigeix un memorial al rei sol·licitant-li que prengui un o un altre arbitri. La producció de literatura memorialística va patir una inflació comparable a la que s'estava donant en l'economia real durant la revolució dels preus del segle xvi i es va incrementar amb la crisi del segle xvii, en una conjuntura econòmica depressiva.
El terme «arbitri» (solució) i «arbitrista» (solucionador) es van acabar considerant despectius en l'època i equivalents a «dictàmens absurds i impossibles» i a certs personatges anomenats «bojos raonadors» o «bojos repúblics i de govern» de l'època. S'ha localitzat el primer ús del concepte arbitrisme en aquest context en «El coloquio de los perros», una de les novel·les exemplars de Cervantes (1613), i es divulga en la dècada següent. Quevedo, en diversos passatges de les seves obres, descriu a «benintencionats arbitristes» («arcigogolantes») causant tota mena de catàstrofes; un d'ells està tan capficat en escriure les seves teories que no s'adona que s'ha tret a si mateix un ull amb la ploma.
Però és evident que entre ells hi havia molts personatges lúcids que van saber entreveure amb agudesa els problemes i anticipar algunes solucions factibles, si bé en la majoria d'ells la seva visió es veu limitada pel fet de reduir els problemes econòmics a un sol factor, com és propi de la fase mercantilista de la història del pensament econòmic. Les figures més importants d'aquesta escola de pensament, centrada sobretot al voltant de les ciutats de Salamanca, Valladolid i Toledo són, entre molts altres, Luis Ortiz, Sancho Montcada, Tomás de Mercat i Pedro Fernández de Navarrete. La consciència de la decadència econòmica i la necessitat de polítiques actives per a remeiar-la és a la base de la política econòmica del Comte-duc d'Olivares (reformes monetàries i fiscals, creació de múltiples Juntes), el fracàs va contribuir al desprestigi dels seus inspiradors teòrics.
Al segle xviii, després de l'arribada de la influència francesa del colbertisme de Jean Orry o Michel Amelot, l'herència de l'arbitrisme es va traslladar a l'anomenat «Projectisme» il·lustrat amb major elevació intel·lectual, en el qual poden enquadrar personalitats més properes a la fisiocràcia de François Quesnay (el Marquès de la Ensenada amb el seu famós Cadastre) o el liberalisme d'Adam Smith (Campomanes o Jovellanos), o personatges de menor nivell polític, com Eugenio Larruga. Posteriorment, al segle xix, és innegable la connexió intel·lectual amb el Regeneracionisme.
El paper dels arbitristes dels segles xvi i xvii va ser menysvalorat per la mateixa historiografia econòmica espanyola en els seus primers estudiosos, com és el cas de Manuel Colmeiro. Va caldre esperar a l'arribada dels hispanistes per a la seva reivindicació, especialment per l'obra d'Earl J. Hamilton. Amb posterioritat han estat estudiats per molts altres, tant estrangers com espanyols, com Pierre Vilar, José Antonio Maravall, Fabià Estapé, etc.

## Tomás de Mercado

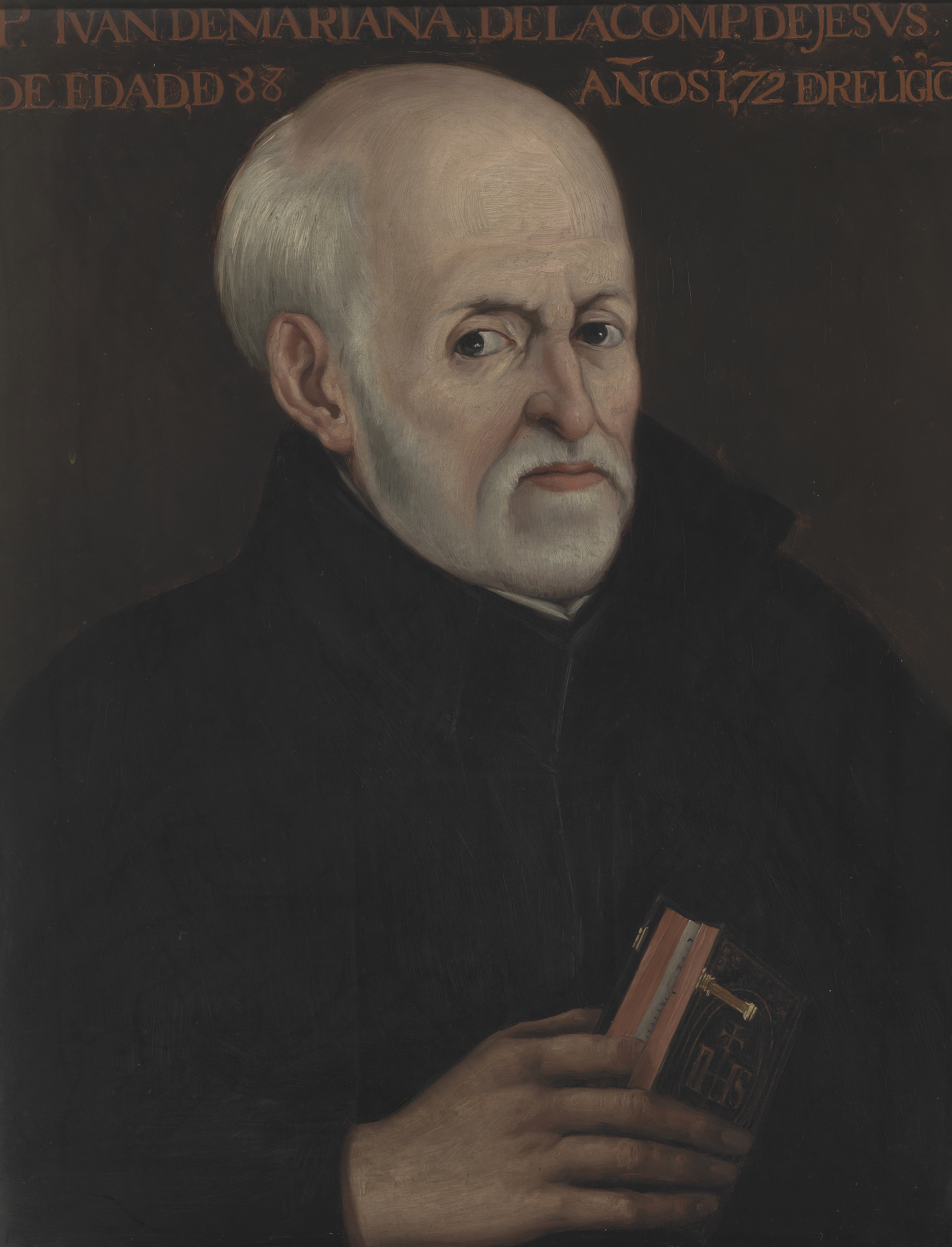
Juan de Mariana (1536-1624)

Tomás de Mercado (1523/1530-1575), va continuar l'escola de Salamanca i va marxar jove a Mèxic, per la qual cosa la seva visió dels problemes econòmics va tenir també en compte el món americà; allà va professar en l'Orde dels Predicadors en 1553, doctorant-se en teologia i destacant com a moralista. Va reflexionar sobre l'ètica de les relacions comercials i en tornar a Espanya va ensenyar a les universitats de Sevilla i Salamanca; en aquesta última es va relacionar amb Martín de Azpilcueta i en 1569 va publicar la seva famosa «Suma de tratos i contratos» (Suma de tractes i contractes), que va ser reeditada dos anys més tard i on es descrivien els usos mercantils de l'època a Sevilla i Medina del Campo. En aquesta obra es reflexiona sobre el fonament de l'interès lloant els usos ètics del mateix enfront de la interpretació restrictiva de l'Església catòlica que el tenia com usura, i planteja i aprofundeix en la teoria quantitativa dels diners a partir de la tradició de l'Escola de Salamanca, especialment pel que fa a la circulació internacional de divises.
L'òptica teològica sobre les activitats econòmiques segueix sent una font de producció literària important, com és el cas del «De monetae mutatione» (Sobre el canvi de les monedes), una de les parts del «Tractatus septem» (Tractat setè) de Juan de Mariana (Colònia, 1609), que va ser denunciat per les al·lusions als ministres que van modificar el pes de la moneda (és el temps com valido del Duc de Lerma, famós per la seva corrupció) i li va causar un ingrés a la presó.

## Luis Ortiz
Luis Ortiz (fl. segona meitat del segle xvi), comptador d'Hisenda de Castella durant el regnat de Felip II, va escriure un Memorial al Rei perquè no surtin diners d'Espanya, després de la fallida dels Àustries, primer text dels mercantilistes espanyols, en què considera que el descens dels preus rau en la conservació de l'or a Castella i, per a tal fi, crea un pla amb el qual pretén el foment dels recursos, que va ser publicat en 1558 i no va trobar massa repercussió, malgrat la seva il·luminadora anàlisi de la crisi econòmica del regne.
Entre les principals mesures que proposava es trobava la retirada de tota classe d'oci, la introducció de treball i l'elaboració de productes manufacturats en comptes d'exportar únicament les primeres matèries, així com la supressió de les duanes existents entre els diversos regnes hispans, la desamortització dels béns de l'església i una reforma fiscal. Va analitzar els problemes monetaris d'Espanya i va estudiar solucions per resoldre les situacions creades al país a causa de la tendència a exportar matèries primeres i importar manufactures pagades amb les reserves d'or americà.
Va intuir el concepte d'estructura econòmica i de forma conseqüent va proposar no una, sinó un ampli ventall d'iniciatives que hagués pogut treure al regne del marasme en què es trobava, com augmentar la productivitat, fomentar el creixement demogràfic, estendre els regadius i iniciar una repoblació forestal. És més, va ser conscient del problema derivat de les remeses d'or i plata que arribaven d'Amèrica i va proposar restringir l'expansió monetària i desincentivar el consum.

## Martín González de Cellorigo
Martín González de Cellorigo (1559-1633), actiu durant la primera meitat del segle xvii, va estudiar a la universitat de Valladolid i va ser advocat de la Real Chancillería d'aquesta ciutat. Va continuar les idees de l'escola de Salamanca i va dirigir dos memorials al futur Felip III, assenyalant que la inflació provocada per l'arribada de la plata americana era la principal causa dels mals del regne, ja que els diners en circulació havia de limitar-se a la quantitat de transaccions produïdes.
Era de la seva convicció que la riquesa només creix «per la natural i artificial indústria» i, per tant, les operacions especulatives i els privilegis administratius empobrien de fet al regne generant l'abandonament dels oficis i les activitats productives. En 1600 es va publicar a Valladolid la seva principal obra, «Memorial de la política necesaria y útil restauración de España y estados de ella, y desempeño universal de estos reinos» (Memorial de la política necessària i útil restauració d'Espanya i estats d'ella i acompliment universal d'aquests regnes).
Va ser partidari de l'expulsió dels moriscos.

## Sancho Moncada
Sancho Montcada (1580-c.1638), pot considerar igualment lligat a l'escola de Salamanca. En 1619 va fer uns «Discursos» que serien posteriorment reeditats en 1746 com «Restauració política d'Espanya». Aprofundeix en la teoria quantitativa de la moneda i representa el més complet model espanyol de mercantilisme. Va assenyalar les debilitats de l'economia espanyola i especialment la invasió de productes estrangers, i va denunciar que el regne s'havia convertit en un deutor de les potències enemigues. La seva solució va ser proposar un sever proteccionisme de disciplina mercantilista supervisat per la Inquisició. A més calia promocionar la indústria com proposarà més tard Jean-Baptiste Colbert a França. La seva obra, a diferència de la d'altres arbitristes, va gaudir de gran prestigi i influència i va ser assumida pels grans il·lustrats del segle xviii, en què es va reeditar.

## Pedro Fernández de Navarrete
Pedro Fernández de Navarrete (1564-1632), canonge de Santiago de Compostel·la, humanista traductor de Sèneca i conseller reial, es va inspirar en Cellorigo i Montcada per escriure la seva «Conservación de las monarquías» (Conservació de les monarquies), obra de biaix mercantilista que preconitzava el control de les importacions i el foment de les exportacions, si bé no va caure en el parany del bullonisme, perquè entenia que la sobreabundància de diners és perniciosa si no hi ha béns que puguin ser adquirits. Va proposar el desenvolupament d'inversions productives i va criticar el luxe i el menyspreu als oficis industrials i manuals per part de la noblesa i la hidalguía de l'Espanya de la seva època.

## Luis Valle de la Cerda
Luis Valle de la Cerda va escriure en 1600 «Desempeño del patrímonto de Su Majestad y de los reinos, sin daño del Rey y vasallos, y con descanso y alivio de todos, por medio de los Erarios públicos y Montes de Piedad» (Acompliment del patrimoni de Sa Majestat i dels regnes, sense dany del Rei i vassalls, i amb descans i alleujament de tots, per mitjà dels Eraris públics i Muntanyes de Pietat). La seva obra va ser molt valorada per les Corts, que donaven suport aquesta iniciativa, i la van reeditar en 1618.
Els monts de pietat eren una idea en certa manera similar als pòsits que ja funcionaven, com a entitats de crèdit de fundació municipal i magatzems de gra que prestaven als camperols.
La fundació del primer Mont de Pietat va ser realitzada a Madrid pel Pare Piquer al començament del segle xviii, i a mitjans del segle xix va ser associat amb la Caja de Ahorros (fundada pel Marquès de Pontejos). Aquestes institucions financeres ja corresponen a un món protocapitalista, en què també funcionaven altres importants institucions, com els Cinco Gremios Mayores de Madrid o el Banco de San Carlos, precedent del Banc d'Espanya.

## Altres autors arbitristes

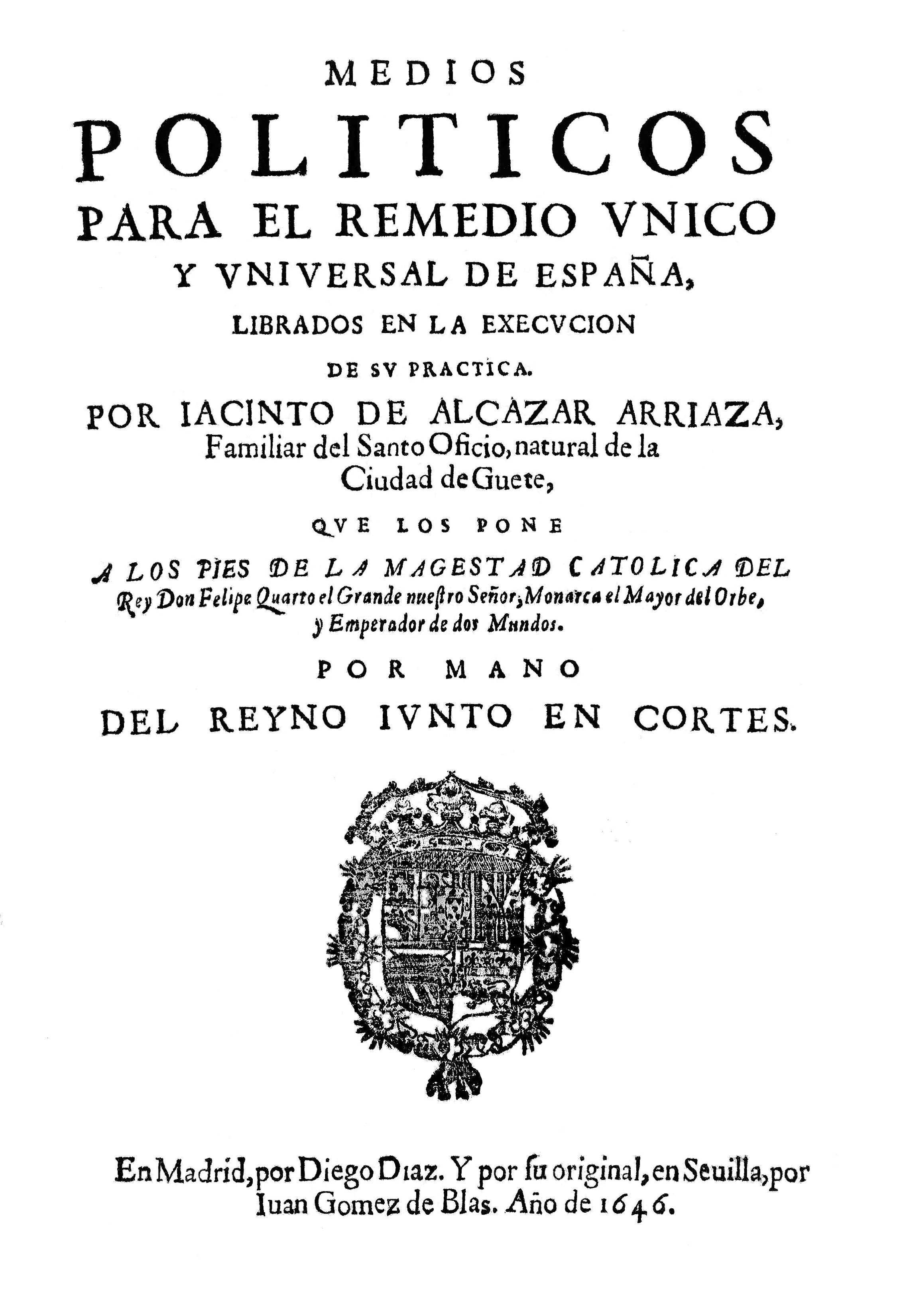
Jacinto de Alcázar Arriaza. «Medios políticos para el remedio único, y universal de España librados en la execucion de su práctica» (1646)

- Jacinto de Alcázar Arriaza (1597-1687) economista espanyol del segle xvi, natural d'Huete, va defensar la teoria de la contribució única en una obra titulada «Medios políticos para el remedio universal de España» (1646) (Mitjans polítics per al remei universal d'Espanya).
- Malgrat que Antonio Serra no és espanyol, sinó napolità (i per tant súbdit de la mateixa Monarquia Catòlica dels Habsburg), convé associar al context històric i intel·lectual de l'arbitrisme castellà seva obra «Breve trattato delle cause che possono far abbondare li regni d'oro e d'argento dove non sono miniere» (1613) (Breu tractat de les causes que poden fer que abundin als regnes l'or i la plata, on hi ha mineria), que va escriure mentre estava empresonat (per una conjura en la qual també va intervenir el filòsof Tommaso Campanella), atribuint l'escassetat de moneda en el Regne de Nàpols a un dèficit en la balança de pagaments, terme que defineix amb una completa anàlisi, rebutjant la idea que l'escassetat monetària es pogués deure al tipus de canvi, i proposant com a solució incentius a les exportacions. També sembla que va formular un concepte similar a la llei de rendiments decreixents per a l'agricultura.

- Cristóbal Pérez Herrera (1558-1620), militar, metge i filantrop, és autor del memorial «En razón de muchas cosas tocantes al bien, propiedad, riqueza, futilidad de estos reinos y restauración de ellos» (En raó de moltes coses tocants al bé, propietat, riquesa, futilitat d'aquests regnes i restauració d'ells), on proposa el foment de la laboriositat i l'estalvi per aconseguir la recuperació d'agricultura, ramaderia i població, que denuncia decadents.

- Mateo López Bravo, magistrat i alcalde de casa i cort, en el seu «Del rey y de la razón de gobernar» (1616) (Del rei i de la raó de governar), ampliat en 1627, condemna l'ociositat i els mayorazgos i proposa una política que inclogui la repressió de la mendicitat, així com el foment del treball i d'una alta natalitat per lluitar contra la despoblació.

- Pedro de València (1555-1620), que va escriure «Discurso de la tasa de pan» (Discurs de la taxa de pa), on proposa una reforma agrària que aconsegueixi igualar les desigualtats socials, arribant a extrems tals que anomena als rics explotadors «antropòfags» i «homicides», i «Discurso contra la ociosidad» (Discurs contra l'ociositat), en que advoca, entre altres coses, pel treball femení, i divideix la societat en tres estaments lleugerament diferents als medievals: governants civils i eclesiàstics, soldats i poble (labradors i artesans)), i va ser contrari a l'expulsió dels moriscos.

- Antonio López de Vega (c. 1586 -c. 1655), en «Heráclito y Demócrito de nuestro siglo» (Heràclit i Demòcrit del nostre segle), considera que és la guerra la causa de la decadència.

- Francisco Martínez de Mata, tanca cronològicament la sèrie de arbitristes de la corona castellana amb «Memorial» (1650) i «Discurso» (1656).

- A la Catalunya posterior a la Guerra dels Segadors de 1640, el arbitrisme està representat per Narcís Feliu de la Penya (1646-1712) («Político discurso... a S. M. suplicando mande y procure impedir el sobrado trato y uso de algunas ropas extranjeras que acaban el comercio y pierden las artes en Cataluña» (1681), i «Fénix de Cataluña» (1683)), explícitament proteccionista, partidari de la substitució d'importacions i de la fundació d'una companyia privilegiada de comerç amb Amèrica amb base a Catalunya.[9]

- A Aragó destaca la figura de Gerónimo Ardid (c. 1565-1646).

- Més allunyat del món intel·lectual dels arbitristes està José Penso de la Vega (1650-1692), jueu d'origen espanyol que a Amsterdam va reflexionar sobre la naixent Borsa en «Confusión de confusiones: diálogos curiosos entre un philosopho agudo, un mercader discreto, y un accionista erudito, descriviendo el negocio de las acciones, su origen, su ethimología, su realidad, su juego, y su enredo» (1688) (Confusió de confusions: diàlegs curiosos entre un filòsof agut, un mercader discret, i un accionista erudit, descrivint el negoci de les accions, el seu origen, la seva etimologia, la seva realitat, el seu joc, i el seu embolic).

- Sortint cronològicament del període i endinsant-se al segle xviii, Jerónimo de Uztáriz (1670-c. 1732), que pot considerar-se un postmercantilista, desenvolupa els temes colbertistes d'obtenció d'identificació de la riquesa nacional amb la balança comercial excedentària.